# Édouard Mortier
Édouard Adolphe Casimir Joseph Mortier (ur. 13 lutego 1768 w Le Cateau-Cambrésis, zm. 28 lipca 1835 w Paryżu) – książę Treviso, generał francuski, marszałek Francji za Napoleona I.

## Życiorys
Jego ojciec był kupcem, a młody Édouard już w wieku 23 lat zaciągnął się do pierwszego batalionu ochotników departamentu północnego jako kapitan, 2 lata później był już dowódcą batalionu i generał adiutantem. Walczył pod Mons, Fleurus, Jemappes, Nerwinde. Po kolejnych 2 latach służby (1795) mianowany generałem brygady. Pod Frydbergiem wziął 2 tys. jeńców, potem podszedł pod Frankfurt. Po Campo-Formio podjął dowództwo 23 pułku jazdy. Jako generał brygady walczył w 1799 pod Zurychem z rosyjską dywizją Rosemberga. 25 września 1799, na polu bitwy, otrzymał od André Massény stopień generała dywizji. W 1803 roku otrzymał rozkaz zajęcia Hanoweru, który sumiennie wypełnił. Po powrocie do kraju mianowany dowódcą gwardii konsularnej. W kampanii 1805 brał udział jako generał jednej z dywizji cesarza. W wojnie pruskiej zajął Hamburg, pobił Szwedów pod Anklam, potem walczył pod Frydlandem. Do 1808 roku dowodzony przez niego VIII Korpus Wielkiej Armii był odpowiedzialny za dozorowanie wybrzeża od ujścia Łaby do ujścia Parsęty. Od lutego do 2 lipca 1807 grupa operacyjna VIII Korpusu oblegała twierdzę Kołobrzeg. W 1808 roku wysłany został do Hiszpanii, gdzie dowodzić miał 5. korpusem i gdzie razem z Jeanem Lannesem szturmował Saragossę. W 1809 wygrał ważną bitwę pod Occana. Razem z Soultem szturmował Badajoz, potem oblegał Kadyks. W 1812, jako dowódca młodej gwardii, uczestniczył w wyprawie rosyjskiej. W czasie odwrotu, ostatni opuścił Moskwę, wysadziwszy najpierw część Kremla. Gdy dotarł potem do Frankfurtu, odbudował młodą gwardię i na jej czele walczył pod Lützen, Dreznem i Lipskiem. Brał udział w kampanii 1814. Potem, razem z Auguste Marmontem, bronił Paryża przed rojalistami, jednak po kapitulacji opowiedział się za królem. W czasie 100 dni dowodził 16 Dywizją. Po bitwie pod Waterloo (w której nie brał udziału) mianowany członkiem sądu wojennego w sprawie Michela Neya. 18 listopada 1834 mianowany premierem. 28 lipca 1835 Mortier towarzyszył królowi w paradzie wojskowej na bulwarze Temple, mimo krążących, dość głośno, plotek o zamachu. Tam został ranny w zamachu Fieschiego, kulą w lewe ucho, od czego zginął.

## Odznaczenia[1]
- Wielka Wstęga Legii Honorowej
- Krzyż Wielki Orderu Chrystusa (Portugalia)